# Émile Andreoli
Pour les articles homonymes, voir Andreoli.
Émile Andreoli (Besançon, 18 septembre 1835 - Londres, 23 février 1901) était un enseignant et chroniqueur français. Il participa à l'Insurrection de Janvier en Pologne, puis au récit de la Commune de Paris en France.

## Biographie
Enseignant dans un lycée parisien, il décide de rejoindre la Pologne lors du déclenchement de l'Insurrection de Janvier. Il participe aux événements mais est fait prisonnier à Krzywka, où il est condamné à mort puis finalement à douze années de travaux forcés en Sibérie. Il retrouve Varsovie puis Paris en 1866, grâce à l'action des autorités françaises. Alors que la Guerre franco-allemande de 1870 éclate, il émigre à Londres où il rédige le récit de cette période. Andreoli publie ainsi plusieurs ouvrages sur la Commune de Paris, en particulier « Le Gouvernement du 4 septembre et la Commune de Paris, 1870-1871. »